# Veronika Strēlerte
Veronika Strēlerte, pseudonym för Rudite Johansons, född 10 oktober 1912 i Dobele i Lettland, död 6 maj 1995 i Stockholm, var en lettisk poet. Från 1945 och fram till sin död levde och verkade hon i exil i Sverige.

## Biografi
Veronika Strēlertes far var journalist och skrev under pseudonymen Zariņu Kārlis. Hon växte upp med fyra syskon och när andra världskriget bröt ut och Dobele ockuperades av Tyskland flydde hela familjen till Ryssland, men de återvände när den Lettiska staten grundats. Hon studerade språk och tog examen vid Latvijas Universitātes 1941. Hon var gift två gånger, först med författaren och historikern Arveds Švābe och andra gången 1947 med författaren och kulturhistorikern Andrejs Johansons. Med Johansons fick hon sonen Pāvils, även han poet.
Hon arbetade som chefredaktör för Mana Māja 1942–1943 och 1944–1945 arbetade hon som chef för tidningen Daugava Vanagi i Berlin. Hon återvände kort till Lettland innan hon den 8 maj 1945 emigrerade till Sverige.
Under sin första tid i Sverige var hon tillfällighetsarbetare, men kom senare att arbeta som korrekturläsare på ett Lettiskt förlag i Stockholm. Hon föreläste senare även i lettiska språket och lettisk litteratur vid Stockholms universitet. Hon översatte även litterära verk till lettiska och skrev essäer för lettiska exilförlag i Sverige.
Veronika Strēlerte och Andrejs Johansons kom att bli centralfigurer vad gällde kulturlivet för exilletter. Trots detta levde Veronika Strēlerte ofta i självvald isolering och höll sig med en liten vänkrets. Sin fritid ägnade hon åt svamp, spel, katter och trädgårdsarbete.
Hon dog i Stockholm 1995 men är begravd på kyrkogården i Dobele, hennes födelseort.

## Författarskap
Strēlerte debuterade 1937 med diktsamlingen Vienkarsi vardi (Enkla ord). Hon skrev bland annat om krigets fasor och förlusten av hemlandet. Ensamhet är ett annat återkommande tema i hennes senare diktning.
Hennes enda diktsamling på svenska, Under höga träd, publicerades 1981, där hennes son, Pāvils Johansons, stod för tolkningen till svenskan.
Veronika Strēlerte anses vara en av de främsta lettiska poeterna, och när hon 1992 fyllde 80 år hyllades hon i hemlandet med tv-sänd afton från Nationalteatern i Riga.

## Priser och utmärkelser
Veronika Strēlerte fick Kulturstiftelsens pris 1946, 1961 och 1982. Efter hennes död, 1996, bildades Strēlerte-stipendiet för litteraturforskning i Lettland.

### Medverkan i antologier
- Och om det skall vara sanning : ett urval dikter av estniska och lettiska lyriker i Sverige (av Fricis Forstmanis, med vinjetter av Otto Paju), Baltiska institutet, 1975
- Scattered voices : Latvian P.E.N. 50 years (dikter utvalda och kommenterade av Strēlerte), Stockholm, 1978 (engelska)
- Artes, Nr 5, Forum, 1984
- Världen i Sverige : en internationell antologi (av Madeleine Grive och Mehmed Uzun, illustrerad av Håkan E Bengtsson), En bok för alla, 1995, ISBN 91-7448-830-9
- "Irlava" och "Mitt i havet" (i översättning av Pavils Johansons), sidan 164 i Flykten valde oss : dikter om att fly från sitt land : en antologi (redaktörer: Siv Widerberg och Viveka Heyman), En bok för alla, 1999, ISBN 9172210788

### Översättningar
- Voltaire, Kandids (översatt från franska till lettiska av Strēlerte), Stockholm, Wegastift, 1949 (lettiska)
- André Gide, Pastorālā simfonija (La simphonie pastorale, översatt från franska till lettiska av Strēlerte), Stockholm, Parnass, 1950 (lettiska)
- Georges Duhamel, Negaisa nakts (översatt från franska till lettiska av Strēlerte), Stockholm, Parnass, 1950 (lettiska)
- André Gide, Sievu skola : Roberts : Ženevjēva (L'école des femmes, översatt från franska till lettiska av Strēlerte), Stockholm, Daugava, 1951 (lettiska)
- François Mauriac, Mīlestības tuksnesis (Le desert de l'amour, översatt från franska till lettiska av Strēlerte), Stockholm, Daugava, 1953 (lettiska)
- Alexandre Dumas, Tris musketieri (Les trois mousquetaires, översatt från franska till lettiska av Strēlerte), Stockholm, Daugava, 1953 (lettiska)
- Frans G. Bengtsson, Sarkanā Odze : jūŗas braucējs rietumu ceļā : stāsts no pagānu laikiem (Röde Orm : sjöfarare i västerled : en berättelse från okristen tid, översatt från svenska till lettiska av Lizete Skalbe, med verser översatta av Strēlerte), Stockholm, Daugava, 1954 (lettiska)
  - Frans G. Bengtsson, Sarkanais Pūķis (översatt från svenska till lettiska av Lizete Skalbe, med verser översatta av Strēlerte), Riga : Liesma, 1991, ISBN 5410009541 (lettiska)
- Vija Spekke Da Sacco (författare och illustratör), Rāvējs un Mieriņš : mūsdienu pasaciņa lieliem un maziem (översatt från italienska till lettiska av Strēlerte), Stockholm, Apgāds Zelta Ābele, 1977 (lettiska)
- Jāzeps Grosvalds, Persijas ainas : Tableaux persans (översatt från franska till lettiska av Strēlerte, texten publicerad parallellt på lettiska och franska), Stockholm : Daugava, 1978 (lettiska) (franska)
- Dilys Owen (illustrerad av Klods Keilers), Pienu ēdu, pienu dzēru (Mr Munch - milk, översatt från engelska till lettiska av Strēlerte), Bromma, Atvase, 1979 (lettiska)